# Somerton and Frome (circonscription britannique)
Circonscription parlementaire de la Chambre des communes
La circonscription de Somerton and Frome  est une circonscription située dans le Somerset, représentée dans la Chambre des communes du Parlement britannique depuis 2023 par Sarah Dyke, membre des Libéraux-démocrates.

## Géographie
La circonscription comprend :
- Les villes de Somerton, Wincanton, Langport, Shepton Mallet et Frome
- Le village de Laverton

## Députés
Les Members of Parliament (MPs) de la circonscription sont :
| Législature                                 | Années    | Député        | Député          | Parti               |
| ------------------------------------------- | --------- | ------------- | --------------- | ------------------- |
| Somerton and Frome issue de Wells et Yeovil |           |               |                 |                     |
| 49e                                         | 1983–1987 |               | Robert Boscawen | Conservateur        |
| 50e                                         | 1987–1992 |               | Robert Boscawen | Conservateur        |
| 51e                                         | 1992–1997 | Mark Robinson |                 | Conservateur        |
| 52e                                         | 1997–2001 |               | David Heath     | Libéraux-démocrates |
| 53e                                         | 2001–2005 |               | David Heath     | Libéraux-démocrates |
| 54e                                         | 2005–2010 |               | David Heath     | Libéraux-démocrates |
| 55e                                         | 2010–2015 |               | David Warburton | Conservateur        |
| 56e                                         | 2015–2017 |               | David Warburton | Conservateur        |
| 57e                                         | 2017–2019 |               | David Warburton | Conservateur        |
| 58e                                         | 2019–2023 |               | David Warburton | Conservateur        |
| 58e                                         | 2023–     |               | Sarah Dyke      | Libéraux-démocrates |